# Rally Caja Cantabria de 1998
El Rally Caja Cantabria de 1998, oficialmente 20.º Rally Caja Cantabria, fue la vigésima edición y la cuarta cita de la temporada 1998 del Campeonato de España de Rally. Se celebró del 22 al 24 de mayo y contó con un itinerario de doce tramos que sumaban un total de 173 km cronometrados.

## Itinerario
| Día   | Tramo | Nombre               | Distancia | Ganador         | Líder           |
| ----- | ----- | -------------------- | --------- | --------------- | --------------- |
| Día 1 | TC1   | San Antonio-Riva     | 18.92 km  | Manuel Muniente | Manuel Muniente |
| Día 1 | TC2   | Asón-Las Machorras   | 13.12 km  | Jesús Puras     | Jesús Puras     |
| Día 1 | TC3   | San Roque-Mirones    | 7.97 km   | Manuel Muniente | Jesús Puras     |
| Día 1 | TC4   | San Antonio-Riva 2   | 18.92 km  | Manuel Muniente | Manuel Muniente |
| Día 1 | TC5   | Asón-Las Machorras 2 | 13.12 km  | Jesús Puras     | Jesús Puras     |
| Día 1 | TC6   | San Roque-Mirones 2  | 7.97 km   | Cancelado       | Jesús Puras     |
| Día 1 | TC7   | Secadura-Llueva      | 13.12 km  | Jesús Puras     | Jesús Puras     |
| Día 1 | TC8   | Ampuero-Sámano       | 24.96 km  | Manuel Muniente | Jesús Puras     |
| Día 1 | TC9   | Liendo-Limpias       | 8.78 km   | Jesús Puras     | Jesús Puras     |
| Día 1 | TC10  | Secadura-Llueva 2    | 13.12 km  | Jesús Puras     | Jesús Puras     |
| Día 1 | TC11  | Ampuero-Sámano 2     | 24.96 km  | Jesús Puras     | Jesús Puras     |
| Día 1 | TC12  | Liendo-Limpias 2     | 8.78 km   | Luis Climent    | Jesús Puras     |

## Clasificación final
| Pos. | Piloto           | Copiloto            | Automóvil               | Tiempo  | Diferencia |
| ---- | ---------------- | ------------------- | ----------------------- | ------- | ---------- |
| 1.   | Jesús Puras      | Carlos del Barrio   | Citroën Xsara Kit Car   | 1:51:12 | 0.0        |
| 2.   | Manuel Muniente  | José Vicente Medina | Peugeot 306 Maxi        | 1:51:34 | +0:22      |
| 3.   | Luis Climent     | José Antonio Muñoz  | Renault Mégane Maxi     | 1:52:33 | +1:21      |
| 4.   | Javier Azcona    | Inma Vittorini      | Citroën Saxo Kit Car    | 1:57:54 | +6:42      |
| 5.   | Sergio Vallejo   | Diego Vallejo       | Citroën Saxo Kit Car    | 1:58:36 | +7:24      |
| 6.   | Santi Concepción | Jesús Aragón        | Ford Escort RS Cosworth | 2:04:11 | +12:59     |
| 7.   | Leonardo Sabán   | Ezequiel Nazábal    | Peugeot 106 Rallye      | 2:06:35 | +15:23     |
| 8.   | Javier Baranda   | Joseba Aristegui    | Citroën ZX 16V          | 2:07:01 | +15:49     |
| 9.   | Ignacio Arrarte  | Roberto Gutiérrez   | Citroën Saxo VTS        | 2:07:20 | +16:08     |
| 10.  | Joan Vinyes      | Eduard Andueza      | Citroën Saxo VTS        | 2:07:42 | +16:30     |